# 河口村
河口村（かわぐちむら）は山梨県南都留郡にあった村。現在の富士河口湖町河口にあたる。

## 地理
- 山：霜山、木無山、御坂山地（三つ峠、御巣鷹山、八丁山、御坂山、黒岳）
- 湖沼：河口湖

## 歴史
- 1889年（明治22年）7月1日 - 町村制の施行により、河口村の一部（大字河口）の区域をもって成立。残部（大字浅川）は船津村の一部となる。
- 1956年（昭和31年）9月30日 - 大石村・小立村・船津村と新設合併して河口湖町が発足。同日河口村廃止。

## 交通
- 国道137号